# تاتارانو
تاتارانو (به لاتین: Tătăranu) یک سکونتگاه مسکونی در رومانی است که در شهرستان ورانچا واقع شده‌است.

## خصوصیات
تاتارانو ۴٬۹۱۰ نفر جمعیت دارد.